# Ludwik Jenike

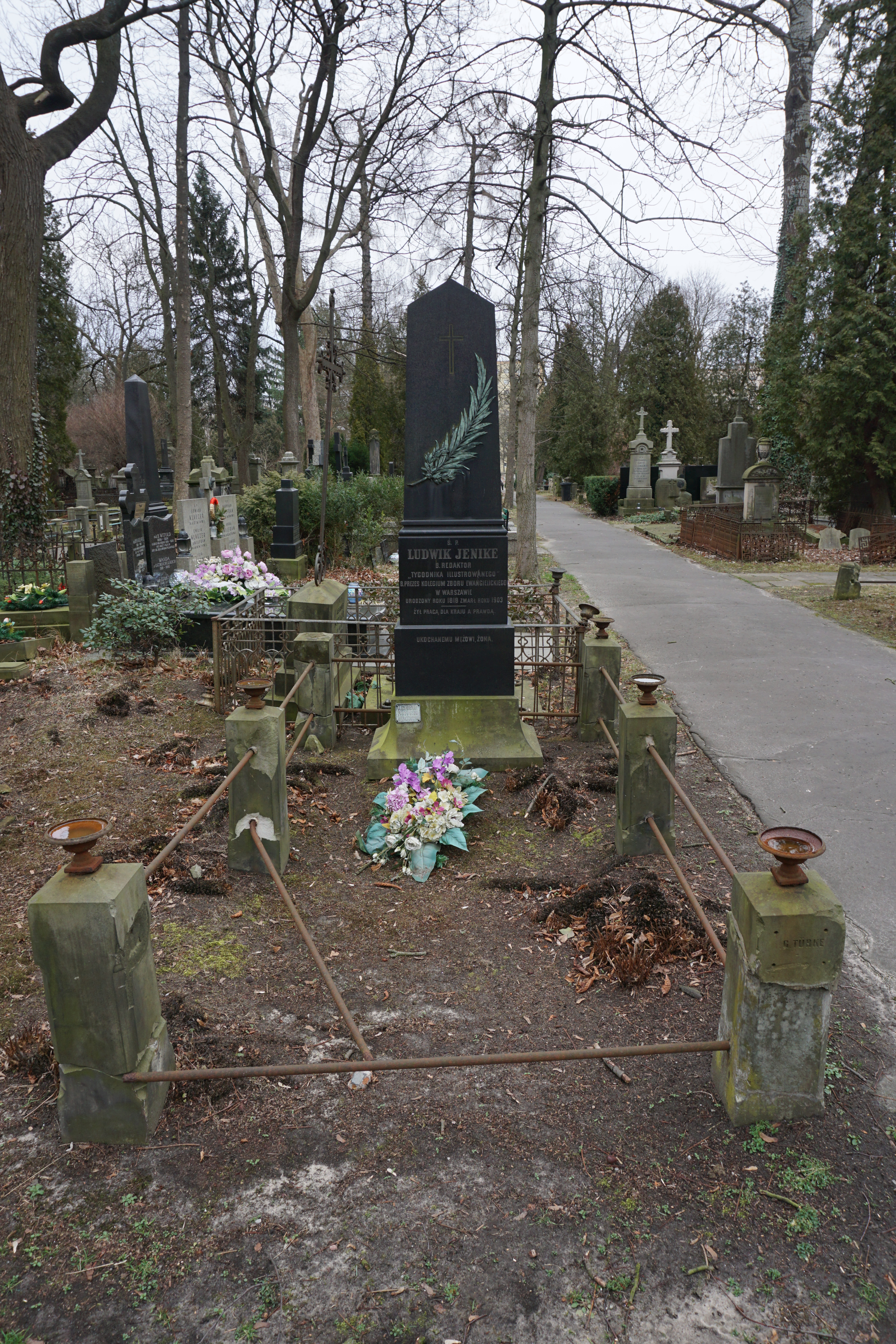
Grób Ludwika Jenike na cmentarzu ewangelicko-augsburskim w Warszawie

Ludwik Jenike (ur. 1818 w Warszawie, zm. 2 maja 1903 tamże) – polski publicysta, tłumacz, encyklopedysta, współzałożyciel i redaktor „Tygodnika Ilustrowanego”.

## Życiorys
Syn Karola, urzędnika Najwyższej Izby Obrachunkowej i Wilhelminy z domu Spiess. Rodzina miała czeskie korzenie, a dziadek posiadał w Wielkopolsce fabrykę i skład sukna. Po studiach w Berlinie podjął pracę nauczyciela muzyki i współpracował m.in. z Oskarem Kolbergiem. Ludwik Jenike był redaktorem pism i uczestniczył w życiu literackim Warszawy. Tłumaczył dzieła Johanna Wolfgang von Goethe. Aktywny działacz parafii ewangelicko-augsburskiej Świętej Trójcy w Warszawie. W latach 1877–1898 Prezes Kolegium Kościelnego.
Jego pierwszą żoną od 1850 była Aniela z domu Rydzewska (1828-1869), a drugą w czerwcu 1870 została Tekla z domu Dalewska (1838-).
Był jednym z autorów haseł do 28 tomowej Encyklopedii Powszechnej Orgelbranda z lat 1859-1868. Jego nazwisko wymienione jest w I tomie z 1859 roku na liście twórców zawartości tej encyklopedii.
Zmarł wskutek powikłań grypy 2 maja 1903 o 9:30 w mieszkaniu przy ul. Wilczej 27 m. 6, w obecności żony i siostrzeńca, dr. Turskiego.

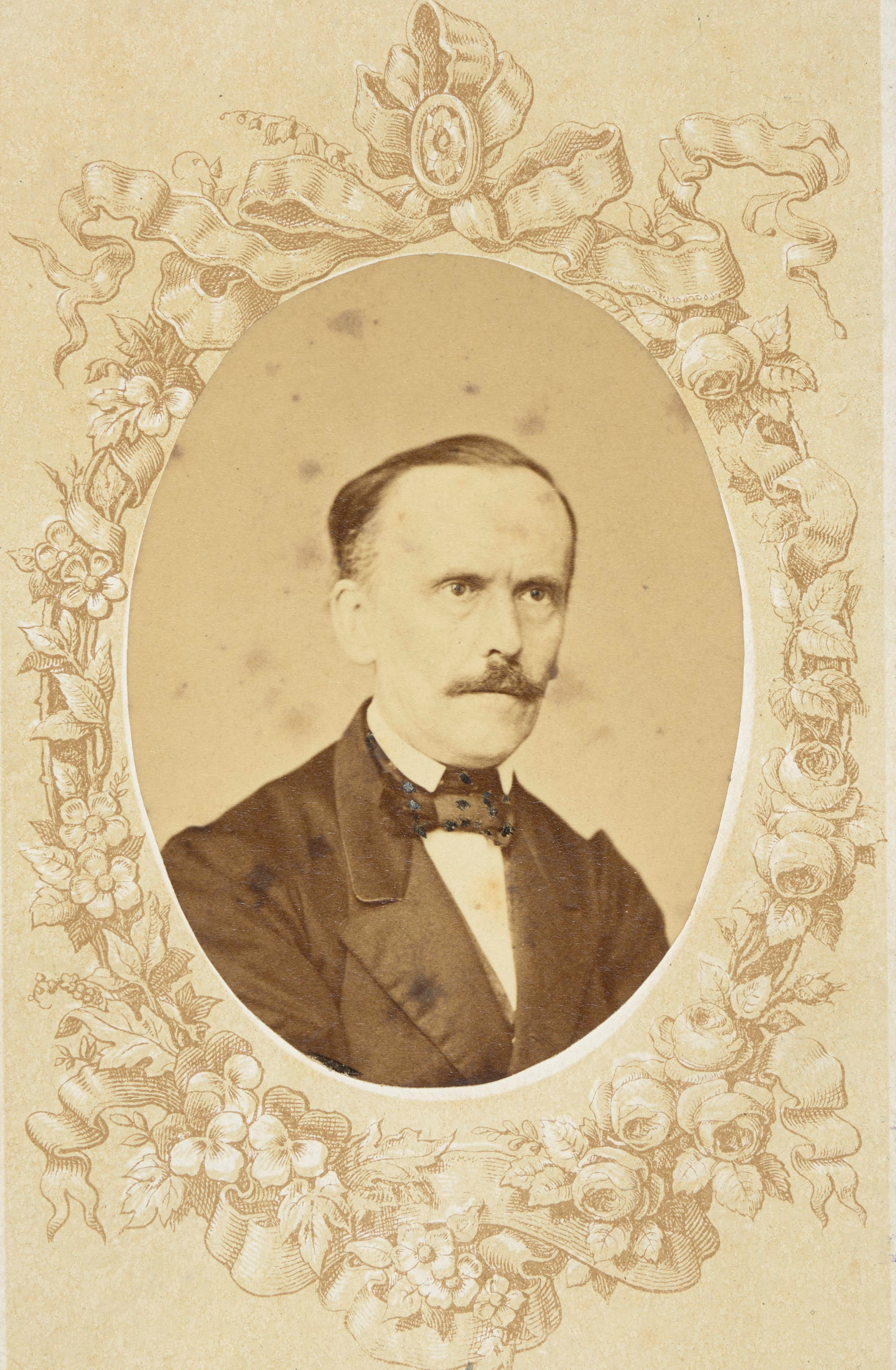
Ludwik Jenike, ok. 1865

Został pochowany na cmentarzu ewangelicko-augsburskim w Warszawie (aleja 9, grób 36).

## Twórczość
- O znaczeniu rytmu w poezji[5], 1865
- Młodość Goethego i nie przełożone dotąd poezje jego ulotne[6], 1897
- Ze wspomnień[7][8], t. 1-2 1910
- tłumaczenia Goethego, m.in.
  - Torquato Tasso, 1864
  - Ifigenia w Taurydzie, 1863
  - Herman i Dorota[9], 1872
  - Reineke Lis[10], 1877
  - Faust, 1889-91
  - Wybór pism, 1889
  - Z mojego życia, 1895